# (5390) Huichiming
(5390) Huichiming (1981 YO1) – planetoida z pasa głównego asteroid okrążająca Słońce w ciągu 2,7 lat w średniej odległości 1,94 j.a. Odkryta 19 grudnia 1981 roku.